# 陈俊卿 (1963年)
陈俊卿（1963年5月—），男，福建南安人，生于德化，中华人民共和国政治人物。西安冶金建筑学院（今西安建筑科技大学）工业与民用建筑专业毕业，大学学历，工学学士、管理学硕士，教授级高级工程师，国家注册咨询工程师，国家注册土木工程师。

## 生平
1984年毕业于西安冶金建筑学院（今西安建筑科技大学）工业与民用建筑专业学习，获工学学士学位；同年8月分配到南昌有色冶金设计研究院工作，任土建室助理工程师、工程师、专业负责人。1992年7月加入中国共产党。1992年底，调到南昌有色冶金设计研究院深圳分院工作，历任工程师、桥梁室主任；副院长、工程师；院长、高级工程师；2000年6月，任南昌有色冶金设计研究院副院长兼深圳分院院长，次年4月升任常务副院长，2002年3月任院长。
2007年5月，转任江西省建设厅党组书记、厅长；2009年2月，任江西省住房和城乡建设厅党组书记、厅长。2010年8月，调任中共南昌市委副书记，次月任市人民政府副市长、代理市长，次年1月正式任市长。2013年3月，担任第十二届全国人大代表。2013年8月，转任中共上饶市委书记。2016年3月，升任中共江西省委常委，次月兼任省委宣传部部长。2016年11月，不再担任中共江西省委常委、宣传部部长。2017年1月，被增补为政协江西省十一届委员会副主席。